# Serapias cordigera
Serapias cordigera là một loài lan được tìm thấy từ Açores, nam trung bộ châu Âu đến Địa Trung Hải.

## Hình ảnh

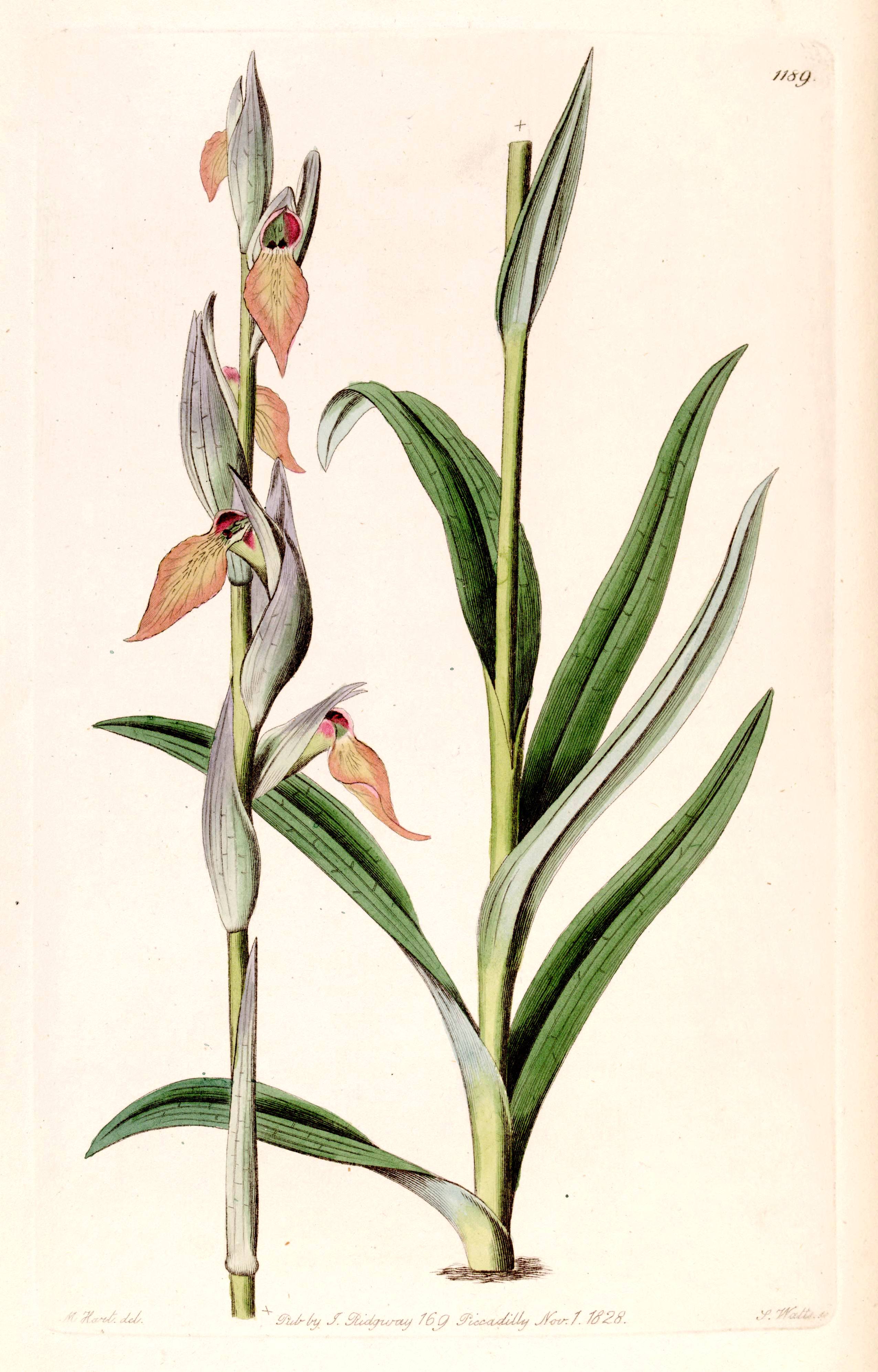
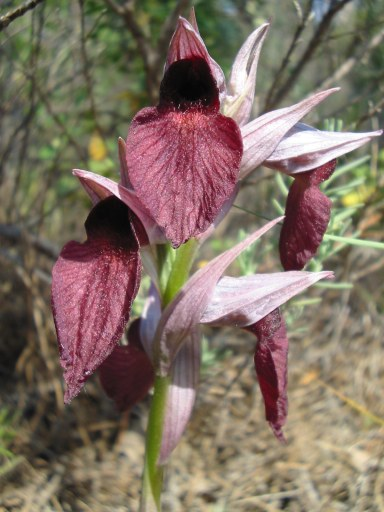
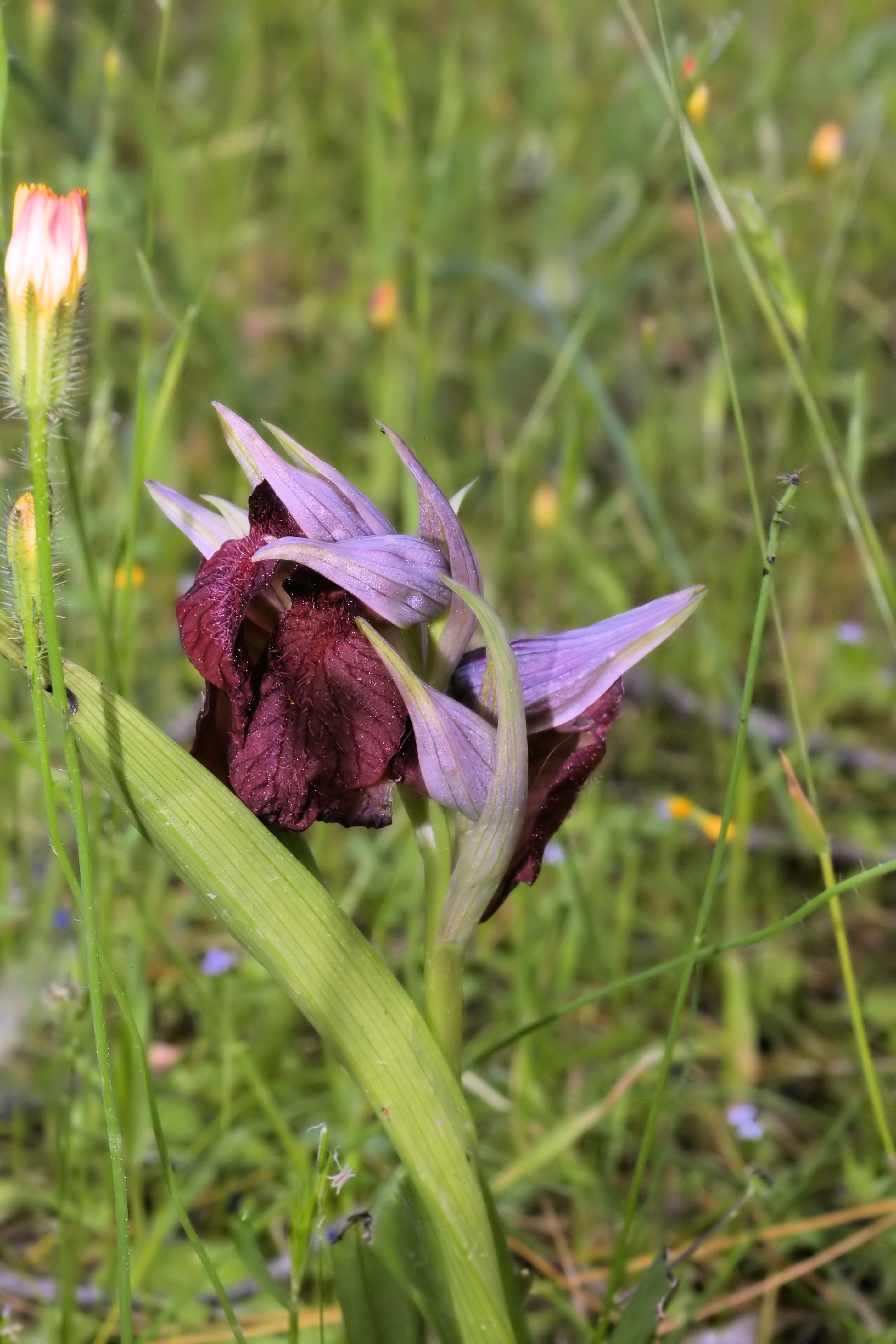
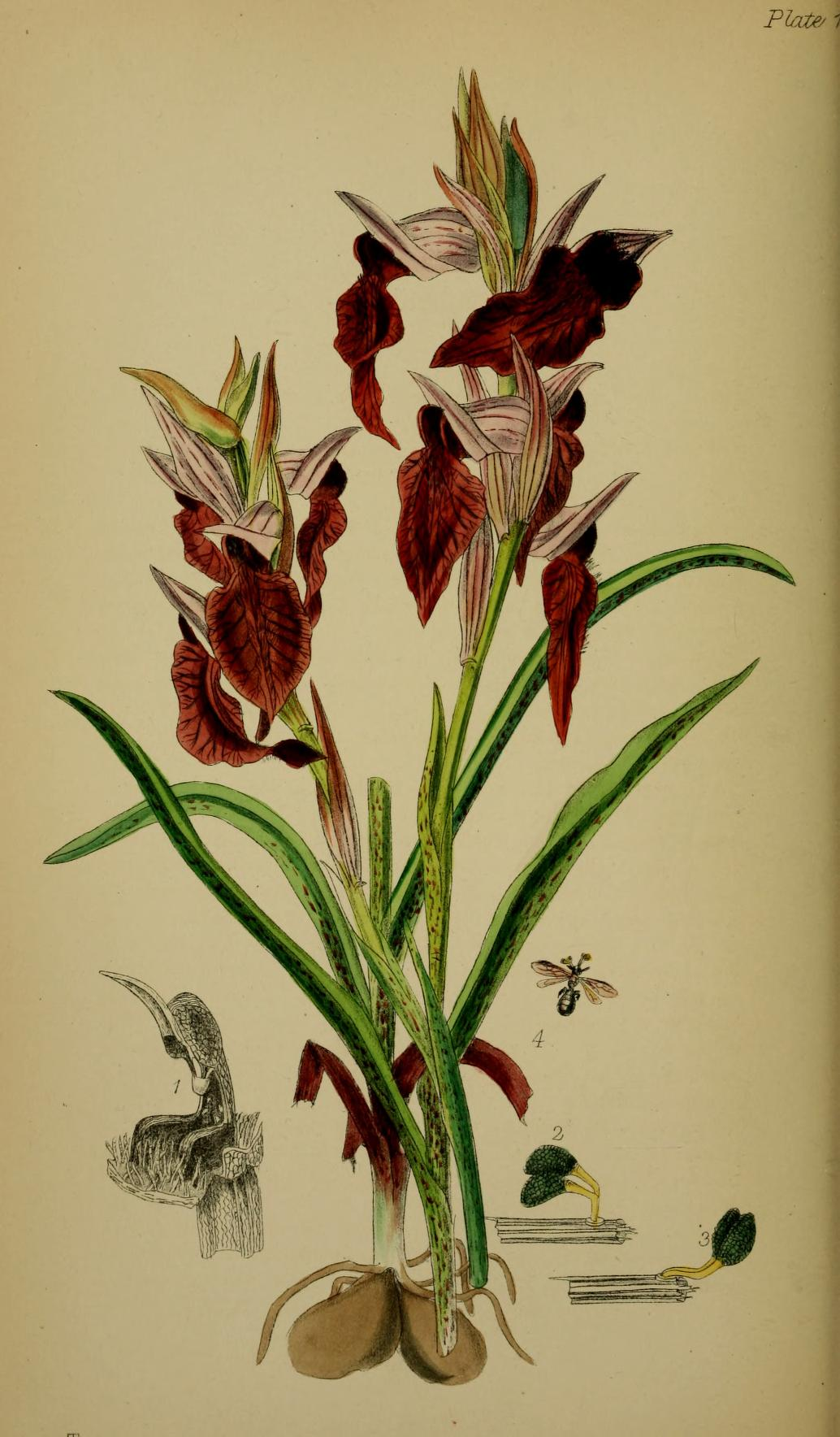